# Pijijiapan (kommun)
Pijijiapan är en kommun i Mexiko.   Den ligger i delstaten Chiapas, i den sydöstra delen av landet, 800 km sydost om huvudstaden Mexico City.
Följande samhällen finns i Pijijiapan:
- Pijijiapan
- Joaquín Miguel Gutiérrez
- Hermenegildo Galeana
- El Palmarcito
- La Esperanza
- Miguel Alemán Valdez
- Nueva Coapa
- La Conquista
- Santa Virginia
- El Vergel
- Las Cuaches
- Gustavo López Gutiérrez
- Lázaro Cárdenas del Río
- Benito Juárez
- Isla Morelos
- Nuevo Milenio Celestino Gasca Villaseñor
- Puente Margaritas
- Emiliano Zapata
- Rión
- Unión Pijijiapan
- Las Garzas
- El Rosario
- Buenos Aires
- Los Chorros
- Heberto Castillo
- El Recreo
- Costa Azul
- San Juan Uno
- El Golfo
- La Piaña
- San Antonio Miramar
- Coapa